# روسی ممنوع
روسی ممنوع (به انگلیسی: No Russian، تلفظ: نُ راشِن) یک مرحلهٔ بحث‌برانگیز در بازی ویدئویی ندای وظیفه: جنگاوری نوین ۲ است. در این مرحله، بازیکن می‌تواند در یک تیراندازی کور در یک فرودگاه در روسیه شرکت کند. «روسی ممنوع» به‌طور قابل ملاحظه سطح خشونت بیشتری نسبت به دیگر مراحل دارد. بازیکن مجبور نیست که به کسی شلیک کند ولی هنگام خروج از فرودگاه مجبور به شلیک به سمت مأموران سرویس امنیت فدرال روسیه (FSB) می‌شود تا مأموریت خود را به پایان برساند، و اگر از نظر محتوای آن ناراحت باشد می‌تواند بدون جریمه مرحله را کاملاً رد کند. داستان مرحله «روسی ممنوع» پیرامون مأمور مخفی سیا جوزف آلن است که تلاش می‌کند اعتماد یک تروریست روسی به نام ولادیمیر ماکاروف را جلب کند.
محمد علوی که طراح بازی بود در توسعه مرحله نقش داشت. علوی می‌خواست که این مرحله نوعی ارتباط عاطفی بین بازیکن و ماکاروف ایجاد کند. بیشتر توسعه صرف طراحی قسمت قتل‌عام شد، او نمی‌خواست بازیکنان آن را بیش از حد ساختگی یا آسیب زا احساس کنند. نظرات توسعه دهندگان متفاوت و قطبی بود و چندین تستر مخالف حضور این مرحله بودند، از جمله یک تستر که اصلاً حاضر نشد مرحله را انجام دهد.
«روسی ممنوع» برای اینکه به بازیکنان اجازه می‌داد تا در یک حمله تروریستی شرکت داشته باشند جنجال قابل‌توجهی ایجاد کرد، و در هر دو رسانه‌های گیمینگ و انتشارات مهم خبری به یک موضوع محبوب بدل شد. روزنامه‌نگاران این مرحله را غیرمنطقی توصیف کردند و توانایی عبور از سطح را مورد تمسخر قرار دادند. با توجه به محتوای گرافیکی، این مرحله مورد سانسور نسخه‌های بین‌المللی قرار گرفت، از جمله حذف کامل مرحله در نسخه روسی. از آن زمان روزنامه‌نگاران دربارهٔ اهمیت «روسی ممنوع» برای صنعت بازی‌های ویدئویی بحث کرده‌اند.

## محتوای مرحله
«روسی ممنوع» مرحله چهارم در حالت تک نفره ندای وظیفه: جنگاوری نوین ۲ است. در این مرحله، بازیکن «جوزف آلن» را کنترل می‌کند، یکی از تکاوران ارتش ایالات متحده آمریکا که در نقش عامل مخفی آژانس اطلاعات مرکزی (سیا) با نام مستعار «الکسی بورودین» است. او توسط افسر فرمانده خود ژنرال شپرد وظیفه نفوذ و جلب اعتماد یک گروه تروریستی روسی به رهبری ولادیمیر ماکاروف را بر عهده دارد. برای انجام این کار، او باید در یک تیراندازی دسته جمعی در فرودگاه بین‌المللی زاخائف مسکو شرکت کند. «روسی ممنوع» با خروج بازیکن از آسانسور به همراه ماکاروف (که می‌گوید «به یاد داشته باشید، روسی ممنوع») و سه فرد مسلح دیگر (ویکتور، لو و کیریل) شروع می‌شود، سپس بازیکن اقدام به تیراندازی به سمت گروه بزرگی از غیرنظامیان در یک ایست بازرسی امنیتی فرودگاه می‌کند. در ادامه بازیکن افراد مسلح را هنگام عبور از فرودگاه و کشتن باقی مانده غیرنظامیان همراهی می‌کند. «روسی ممنوع» بیش از هر مرحله دیگری جزئیات گرافیکی دارد - فریاد غیرنظامیان در سراسر فرودگاه شنیده می‌شود و مردم با باقی ماندن جای خون در کف فرودگاه می‌خزند، برخی دیگر خونریزی می‌کنند و خود را روی جایگاه‌های مختلف تکیه می‌دهند و برخی توسط غیرنظامیان دیگر بر زمین کشیده می‌شوند.
با این وجود بازیکن مجبور به شلیک به سمت غیرنظامیان نیست و به جای آن می‌تواند بدون کشتن فردی فقط عبور کند. بازی صریحاً بازیکن را به شلیک به غیرنظامیان ترغیب نمی‌کند و در صورت شلیک نکردن، افراد مسلح واکنش نشان نمی‌دهند. بازیکن می‌تواند به سمت افراد مسلح شلیک کند، اما آنان تلافی می‌کنند و شما در این مأموریت شکست خواهید خورد و مجبور هستید در آخرین چک پوینت مرحله را شروع کنید. با ادامه تیراندازی توسط ماکاروف و افراد مسلح، بازیکن می‌تواند عقب بماند، اما پس از مدت کوتاهی کشته می‌شود و مجبور به شروع دوباره مرحله در آخرین چک پوینت می‌شود. هنگامی که بازیکن از فرودگاه خارج می‌شود، با عوامل FSB که برخی از آنها دارای سپر ضد شورش هستند، وارد بخش آتش‌نشانی فرودگاه می‌شوند. برای تکمیل مرحله مأموران باید کشته شوند. در پایان، ماکاروف، الکسی (آلن) را با دزرت ایگل در نقطه خالی قفسه سینه می‌کشد و به همراه اعضای خود (آناتولی و ربات، دریافت راننده فرار) سوار بر وَن فرار می‌شوند. او نشان می‌دهد که از هویت واقعی الکسی (آلن) اطلاع داشته و هدف‌اش این بود که مقامات روسی کشف کنند یکی از مهاجمان آمریکایی است و در نتیجه روسیه علیه ایالات متحده اعلام جنگ کند. این مرحله با فرار ماکاروف در ون و پیدا شدن آلن توسط عوامل FSB هنگام خونریزی پایان می‌یابد. صفحه سیاه می‌شود و بازیکن از ماکاروف می‌شنود: «آمریکا فکر می‌کرد می‌تواند ما را فریب دهد؛ ولی وقتی آنان جسد را پیدا کنند … تمام روسیه برای جنگ فریاد می‌زنند.» قبل از شروع مرحله، یک پیام دربارهٔ دیدن محتوای «نگران کننده یا توهین آمیز» به بازیکن اطلاع می‌دهد. همچنین گزینه ای وجود دارد که بازیکن می‌تواند مرحله را به کلی رد کند و هیچ آچومینتی را از دست نمی‌دهد و در بازی جریمه نمی‌شود.

## توسعه

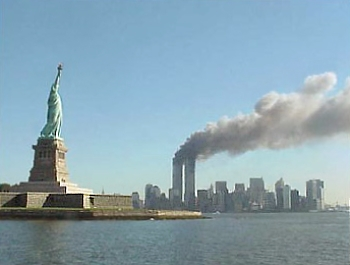
محیط فرودگاه در این مرحله از نگرانی‌های ایمنی سفر هوایی پس از حملات ۱۱ سپتامبر الهام گرفته شد.

«روسی ممنوع» در اوایل توسعه Call of Duty: Modern Warfare 2 تصور شد. تیم توسعه در اینفینیتی وارد در ابتدا می‌خواست مرحله ای را ایجاد کند که بازیکن با هدایت یک لاکهید ای‌سی-۱۳۰ زامبی‌ها را در مسکو بکشد. وقتی عناصر خیالی کنار گذاشته شدند، تیم توسعه تمرکز خود را به ایجاد مرحله ای جهت وقوع یک حمله تروریستی در یک فرودگاه مسکو تغییر داد، که از نگرانی‌های ایمنی سفر هوایی پس از حملات ۱۱ سپتامبر الهام گرفته شده بود. به گفته نویسنده اصلی جسی استرن، ایده کنترل بازیکن توسط یک تروریست از میل ذاتی یک شخص برای تجربه تیراندازی دسته جمعی الهام گرفته شده‌است. استرن مستندهای مربوط به حملات نوامبر ۲۰۰۸ در بمبئی و کشتار دبیرستان کلمباین را به عنوان مدرک ذکر کرد و گفت: «اینها انسان‌هایی هستند که این اقدامات را انجام داده‌اند، بنابراین شما واقعاً نمی‌خواهید آنان را نادیده بگیرید. شما می‌خواهید این اتفاقات را موشکافی کنید و دریابید که چگونه این اتفاق رخ داده و چگونه می‌توان برای جلوگیری از آن اقدام کرد. سرانجام، هدف ما این شد که شما را هرچه بیشتر به خشونت نزدیک کنیم.»
طراح بازی محمد علوی به شدت درگیر توسعه مرحله بود، از برنامه‌ریزی هوش مصنوعی گرفته تا کارگردانی موشن کپچر جهت استفاده برای انیمیشن‌های شخصیت. هدف علوی هنگام کار بر روی «روسی ممنوع» با اشترن متفاوت بود، زیرا می‌خواست که مرحله روایت بازی را به جلو ببرد. در مصاحبه ای در سال ۲۰۱۲، علوی گفت که سه هدف را در هنگام کار بر «روسی ممنوع» داشت: «چرا [در داستان بازی] روسیه به ایالات متحده حمله می‌کند، بازیکن را وادار به برقراری یک رابطه عاطفی با آدم بد داستان یعنی ماکاروف کنید، و تمام این کار را به روشی به یاد ماندنی و جذاب انجام دهید.» علوی از مقاله‌ها و فیلم‌های خبری الهام گرفت و با قربانیان حملات واقعی تروریستی مصاحبه نکرد.
بیشتر توسعه مرحله صرف بخش قتل‌عام شد. در نسخه‌های اولیه مرحله «روسی ممنوع»، هنگامی که گروه غیرنظامیان را می‌کشت، کشتار پایان می‌یافت و سپس به یک آتش‌سوزی تبدیل می‌شد. علوی احساس کرد که داشتن یک صحنه احساسی که ناگهان به یک آتش‌سوزی تبدیل می‌شود «حیله گرانه» است. در نتیجه مرحله را تغییر داد تا کشتار طولانی شود. او صحنه‌هایی را که کودکان یا خانواده‌ها یکدیگر را بغل کرده بودند حذف کرد تا از آسیب به بازیکنان کاسته شود. «روسی ممنوع» در ابتدا دارای مقدار محدودی از خونریزی بود، ولی هنگامی که همسر آرتیست ارشد بازی جوئل امسیل اصالت این مرحله را زیر سؤال برد، این موضوع تغییر کرد. با توجه به قطعه تنظیم شده از نظر احساسی این مرحله، برخی از صداپیشگان هنگام خواندن خطوطشان گریه کردند.
برخی از اعضای اینفینیتی وارد با محتوای مرحله به شدت مخالفت کردند، در حالی که برخی پیشنهاد کردند که بازیکن باید به جای یک تروریست، یک محافظ امنیتی را کنترل کند. به گفته امسلی، «روسی ممنوع استودیو را قطبی کرد». علوی از هیچ گونه فشار از طرف اکتیویژن، ناشر بازی، در مورد مرحله مطلع نبود، اما از طرف آزمایش کنندگان (تسترهای) بازی واکنش‌های مختلفی را دریافت کرد. در ابتدا بسیاری از محتوای سطح عصبانی و گیج بودند، اما سرانجام مستقر شدند و شروع به تیراندازی به سمت غیرنظامیان کردند. یک تستر، که در آن زمان در نیروهای مسلح ایالات متحده ثبت نام کرده بود، به هیچ وجه حاضر به بازی مرحله نبود اما مایل بود بقیه بازی را انجام دهد. این امر منجر به قرار دادن گزینه ای جهت «رد کردن کامل مرحله» شد، زیرا علوی نمی‌خواست بازیکن بخاطر انجام ندادن کاری که احساس می‌کند از نظر اخلاقی اشتباه است مجازات شود.

## بازتاب‌های اولیه
قبل از انتشار ندای وظیفه: جنگاوری نوین ۲، فیلم ویدئویی «روسی ممنوع» به‌طور غیرقانونی در اینترنت فاش شد. اکتیویژن به سرعت وجود مرحله را تأیید کرد و زمینه آن را در بازی روشن کرد. در بیانیه ایمیل، اکتیویژن نوشت که مرحله «نمایانگر تجربه کلی گیم پلی در جنگاوری نوین ۲ نیست.» این ویدیو در خبرگزاری‌های گیمینگ و هم در نشریات مهم خبری از جمله آسوشیتد پرس و گاردین تبدیل به یک خبر محبوب شده بود. روزنامه نگاران علت گسترده بودن این ماجرا را پیشینه فرهنگی مجموعه ندای وظیفه دانستند.
نظرات روزنامه نگاران بازی‌های ویدیویی دربارهٔ این ویدئو فاش شده قطبی متفاوت بود. تام هاگینز از روزنامه دیلی تلگراف احساس کرد که بدون داشتن بازی نمی‌تواند مرحله را به درستی قضاوت کند. کیت استوارت از روزنامه گاردین از ویژگی «رد کردن کامل مرحله» انتقاد کرد. جیم استرلینگ از دستراکتید نظر مثبتی داشت چون فکر می‌کرد که بازی‌های ویدیویی می‌توانند در مورد موضوعات بحث‌برانگیز بحث کنند، موضوعاتی که بسیاری از توسعه دهندگان اغلب از آن طفره می‌روند.
در حالی که ندای وظیفه: جنگاوری نوین ۲ مورد تحسین منتقدان قرار گرفت، روزنامه نگاران به شدت از محتوای «روسی ممنوع» انتقاد کردند. مارک سیسلاک از بی‌بی‌سی نیوز از این مرحله ناراحت بود و معتقد بود که صنعت بازی‌های ویدئویی هنوز رشد نکرده‌است. کایرون گیلن از وبسایت خبری راک، پیپر، شات گان این مرحله را غیر منطقی دانست و از ویژگی «رد کردن کامل مرحله» انتقاد کرد و مرحله را «شوکی گُنگ» توصیف کرد. مت پکام از پی‌سی ورلد، پرسید که چرا افراد مسلح در صورت شلیک نکردن بازیکن اهمیتی نمی‌دهند. چندین رهبر برجسته مذهبی انگلیس «روسی ممنوع» را محکوم کردند: الکساندر گلدبرگ از انجمن یهودیان لندن نگران بود که کودکان مرحله را بازی کنند. فازان محمد از انجمن مسلمانان انگلیس مرحله را تروریستی توصیف کرد؛ و استفان لوو، اسقف بازنشسته هولم، معتقد بود که مرحله «بیمار» است.

### سانسور بین‌المللی و رتبه‌بندی بازی‌ها
به دلیل محتوای گرافیکی ارائه شده در «روسی ممنوع»، برخی از نسخه‌های بین‌المللی ندای وظیفه: جنگاوری نوین ۲ مورد سانسور قرار گرفتند. اکتیویژن مرحله را کاملاً از نسخه‌های روسی بازی حذف کرد، تصمیمی که به دلیل عدم سیستم رسمی رتبه‌بندی برای بازی‌ها در این کشور اتخاذ شد. به گفته اکتیویژن: «روسیه دارای نهاد رسمی رتبه‌بندی نیست. در نتیجه، ما تصمیم گرفتیم بعد از مشاوره مشاور محلی، صحنه را مسدود کنیم.» برخی از روزنامه نگاران به اشتباه گزارش دادند که ندای وظیفه: جنگاوری نوین ۲ در روسیه ممنوع شده‌است. در نسخه‌های ژاپنی و آلمانی بازی، مرحله به گونه ای ویرایش شد که در صورت کشتن غیرنظامیان، بازیکن با گیم اور مواجه شود. برخی از بازیکنان ورژن ژاپنی را بخاطر تغییر خط ابتدایی دیالوگ ماکاروف که گفت «به یاد داشته باشید، روسی ممنوع» به دیالوگ «آنان را بکش؛ آنها روسی هستند» مورد انتقاد قرار دادند.
نسخه‌های بدون سانسور بازی اغلب دارای رتبه‌بندی بالایی مثل نمره M توسط ای‌اس‌آربی در آمریکای شمالی و نمره ۱۸ از BBFC در انگلستان بودند. ندای وظیفه: جنگاوری نوین ۲ اولین بازی در کل این مجموعه بود که نمره ۱۸ را از BBFC دریافت می‌کند و خود BBFC نیز اعلام کرد این رتبه‌بندی فقط بخاطر مرحله «روسی ممنوع» است. BBFC در خلاصه بازی خود نوشت: «بی رحمی آشکار در این مأموریت به همراه ایجاد درد یا جراحت است… و به نظر می‌رسد که بازی به‌طور مناسب تری برای گروه بزرگسالان مناسب است.» کیت واز، سیاستمدار حزب کارگر انگلیس از محتوای «روسی ممنوع» کاملاً شوکه شده بود، و این سؤال مطرح کرد که آیا باید فروش ندای وظیفه: جنگاوری نوین ۲ متوقف شود؟ واز نگرانی‌های خود را در مجلس عوام بریتانیا مطرح کرد، اگرچه این تأثیری در فروش بازی نداشت.
در استرالیا، ندای وظیفه: جنگاوری نوین ۲ توسط هیئت طبقه‌بندی استرالیا (ACB) با امتیاز MA15 + رتبه‌بندی شد. هنگامی که فیلم ویدئویی «روسی ممنوع» به بیرون درز کرد، شورای کودکان و رسانه‌های استرالیا (ACCM) برای طبقه‌بندی مجدد اقدام کرد. در آن زمان، نمره MA15 + بالاترین امتیاز ممکن برای یک بازی ویدیویی تلقی می‌شد و یک امتیاز بالقوه بالاتر می‌تواند فروش بازی را ممنوع کند. بسیاری از نشریات بازی استرالیایی خواستار اجرای رتبه‌بندی + R18 شدند، که با مخالفت دادستان کل استرالیای جنوبی مایکل اتکینسون مواجه شد و او معتقد بود که «روسی ممنوع» اجازه نمی‌دهد بازیکنان «تروریست مجازی» باشند. او به دنبال اعتراض به رتبه‌بندی و ممنوعیت بازی بود، اگرچه ACB هرگز از اتکینسون نامه دریافت نکرد.

## تفاسیر
در سال ۲۰۱۲، لورا پارکر از گیم‌اسپات این موضوع را مطرح کرد که چگونه «روسی ممنوع» یک لحظه مهم برای صنعت بازی‌های ویدیویی است. او معتقد بود که مرحله این سؤال مطرح می‌کند که «آیا بحث در مورد رنج انسان در بازی‌های ویدیویی قابل قبول است یا خیر» و «آیا وضعیت آن به عنوان محصولات سرگرمی مانع این کار می‌شود؟». او گفت که اگر توسعه دهندگان بخواهند بیشتر ریسک کنند و مطالب بحث‌برانگیز را در آن گنجانند، بازی‌های ویدیویی سرانجام از فرهنگ برخوردار می‌شود.

## میراث
«روسی ممنوع» دوباره در یک صحنه فلش بک در ندای وظیفه: جنگاوری نوین ۳ ظاهر می‌شود. طی یک مأموریت، یوری شخصیت قابل بازی را به کاپیتان پرایس نشان می‌دهد که وی در اصل یاور ماکاروف بوده‌است. او در ابتدا در «روسی ممنوع» بخشی از گروه حمله به فرودگاه بود، اما از آنجا که ماکاروف از خیانت خود به این گروه مطلع بود، یوری را با دزرت ایگل زخمی کرد و برای مرگ وی را رها کرد. او زنده می‌ماند و تلاش می‌کند با خزیدن در آسانسور و شلیک چندین گلوله با Walther p99 که از یک مأمور امنیتی افتاده بر زمین بود، جلوی قتل‌عام را بگیرد اما سرانجام تسلیم درد می‌شود و می‌افتد. او فاش می‌کند که توسط پرسنل امنیتی پیدا شده و اندکی پس از دریافت مراقبت‌های پزشکی فوری بی هوش شده‌است.
این مرحله برای نسخه بازسازی شده ندای وظیفه: جنگاوری نوین ۲ بدون تغییر قابل توجه حضور داشت. یک ایستر اگ در این نسخه گنجانده شده بود که نشان می‌داد یوری در تلاش است جلوی قتل‌عام را قبل از افتادن بگیرد و به صحنه فلش بک از جنگاوری نوین ۳ اشاره می‌کند. بازیکن می‌تواند یوری را قبل یا بعد از افتادن بکشد، اما این فرندری فایر محسوب می‌شود و بازیکن باید از چک پوینت قبلی شروع کند. این بازی که فقط در سرویس‌های دیجیتال در دسترس است، در روسیه در دسترس نبود. اکتیویژن دلیل این امر را مشخص نکرد، روزنامه نگاران حدس می‌زنند که این امر بخاطر «روسی ممنوع» باشد.